# 金光院 (高岡市)
金光院（こんこういん）は、富山県高岡市にある高野山真言宗の寺院。

## 歴史
養老元年（717年）に行基が建立したとされる射水神社の別当寺「二上山養老寺」の一院。
養老寺は明治の神仏分離により衰退し、現在は本院と慈尊院の2院を残すのみである。

## 文化財
- 木造聖観世音立像（高岡市指定文化財）[2]
- 雲版（高岡市指定文化財）[2]